# 比安科·比安基
比安科·比安基（義大利語：Bianco Bianchi，1917年4月6日—1997年7月17日），意大利男子自行车运动员。他曾代表意大利参加1936年夏季奥林匹克运动会自行车比赛，获得男子团体追逐赛银牌。